# Elvis Mehanović
Elvis Mehanović (Sittard, 10 april 2000) is een Bosnisch-Nederlands voetballer die doorgaans als centrale aanvaller speelt.

## Clubloopbaan
Zijn ouders kwamen vanwege de Joegoslavische oorlogen naar Nederland waar hij geboren werd in Sittard. Mehanović begon met voetballen bij VV Caesar en kwam al snel in de jeugdopleiding van MVV Maastricht. In 2014 ging hij via een samenwerking tussen de clubs naar het Belgische KRC Genk waar hij in 2016 zijn eerste contract tekende tot medio 2018. Een doorbraak bleef mede vanwege blessures uit. In 2018 werd hij voor twee jaar gecontracteerd door RSC Anderlecht. Daar kwam hij enkel bij de onder 21 te spelen en na een jaar werd zijn contract ontbonden. In september 2019 tekende hij na een stage een contract voor een seizoen met een optie op nog een seizoen bij RFC Seraing. Daar speelde hij zes competitiewedstrijden waarin hij tweemaal scoorde in de Eerste nationale. Nadat een half jaar zonder club zat, kwam hij begin 2020 bij het Bosnische FK Borac Banja Luka. Met de club werd hij landskampioen en haalde de finale om de Bosnische voetbalbeker. Medio 2020 stapte hij over naar FK Tuzla City. Begin 2022 werd hij verhuurd aan het op het tweede niveau spelende OFK Gradina Srebrenik.   
Medio 2022 werd zijn contract bij Tuzla City ontbonden. Hij begon het seizoen 2022/23 bij KSK Tongeren in de Tweede Nationale B. Daar scoorde hij in 12 competitiewedstrijden 11 doelpunten. Eind 2022 maakte hij gebruik van een clausule om zijn contract te beëindigen. In januari 2023 tekende hij bij Patro Eisden-Maasmechelen dat uitkomt in de Eerste nationale. In juni 2023 tekende hij bij KVV Thes Sport Tessenderlo.  

## Interlandloopbaan
Mehanović speelde tweemaal voor Nederland onder vijftien en wisselende toen naar de jeugdteams van Bosnië en Herzegovina. Hij nam met Bosnië deel aan het Europees kampioenschap voetbal mannen onder 17 - 2017.